# 萨瑙哈
萨瑙哈，是西班牙加泰罗尼亚莱里达省的一个市镇。 总面积33平方公里，总人口453人（2001年），人口密度14人/平方公里。